# Доберман (филм)
Доберман (Dobermann) је француски филм из 1997. режисера Јана Кунана. Главне улоге играју: Венсан Касел, Чеки Карјо и Моника Белучи.

## Радња
Париз је терорисан од стране банде коју предводи извесни Јан, звани Доберман. Они су окрутни и немилосрдни. Ништа мање немилосрдна није ни полиција, у лику садистичког комесара Кристинија. Толико је опседнут хватањем Добермана и његове банде да отворено крши закон. Приближава се борба између два зликовца и тешко ономе ко се усуди да стане и једном и другом на пут.

## Улоге
| Глумац        | Улога              |
| ------------- | ------------------ |
| Венсан Касел  | Доберман           |
| Моника Белучи | Циганка Нат        |
| Чеки Карјо    | инспектор Кристини |
| Роман Дјурис  | Ману               |
| Марк Дуре     | инспектор Бауман   |